# Шпакова

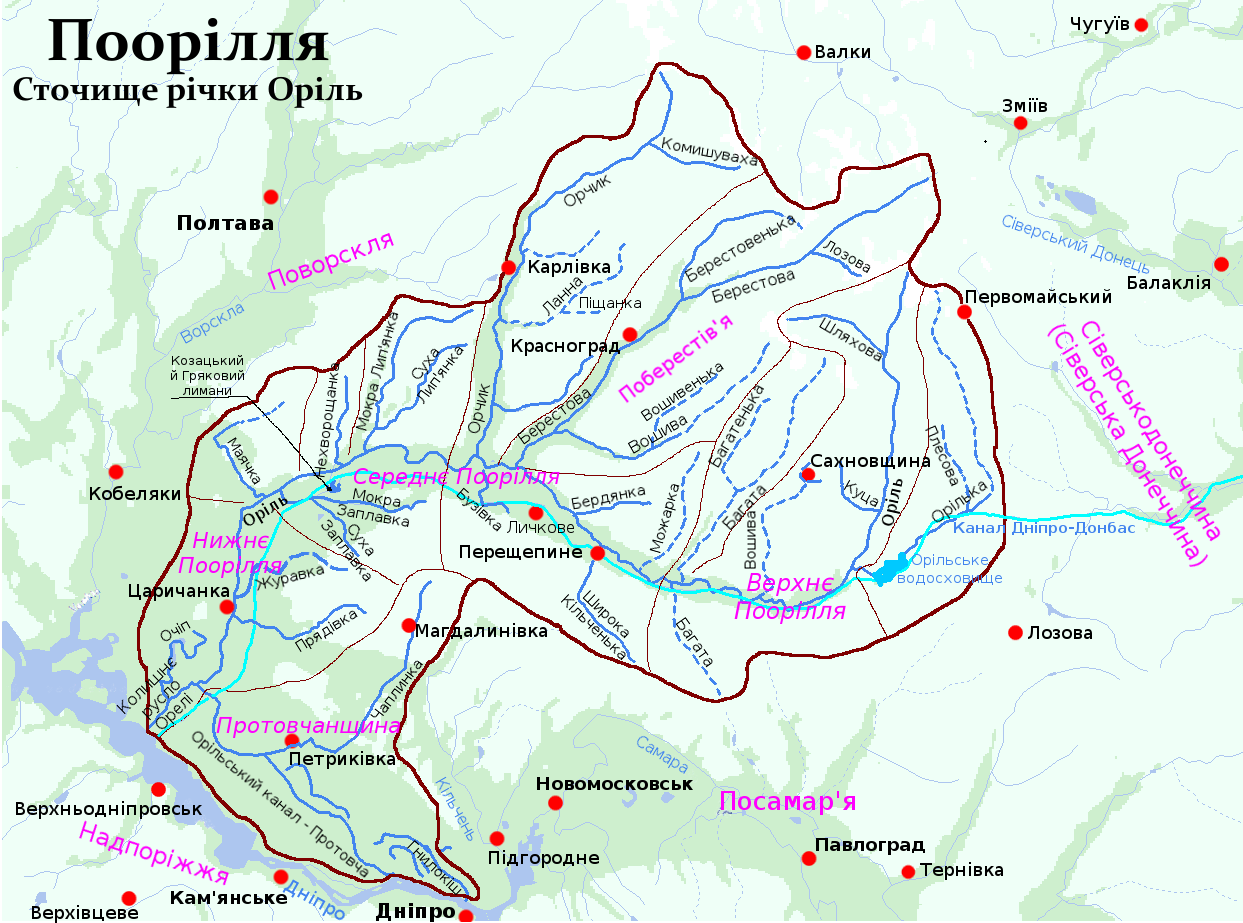

Шпакова -  мала річка міста Дніпро, що протікає у його лівобережній частині (на заході Амур - Нижньодніпровського району). Витікає з озера Чередницьке на межі міста і селища міського типу  
Обухівка (до 2016 р. - Кіровське), біля вулиць селища Обухівки Шпакова та Березанівська (до 2015 р. Моріса Тореза). У її руслі розташоване озеро Шпакове. Далі витікає з озера і, роблячи дугоподібне коліно, впадає в річку Дніпро біля вулиці Перевіз (до 2022 року - Кубанська). 
Найбільша притока річки - пересихаючий струмок, що витікає з озера Карпенкове. 
На правому березі Шпакової розташований лісовий масив Обухівського лісництва та Обухівське кладовище. 
Неподалік від гирла Шпакової знаходиться пристань Кам'янка, названа по імені селища Кам'янка Лівобережна, а можливо і притоки річки Кам'янки, що впадала в Шпакову біля гирла (нині затоплена водами Дніпровського водосховища). 
Разом з Протовчанськими озерами Шпакова є залишком заплави колишньої річки Протовча.
У 2012 р. на річці та озері Шпакове були проведені роботи з відновлення проточності, що зменшили площу підтоплення та заболочення. 

## Цікаві факти
Видатний український письменник Олесь Терентійович Гончар назвав гирло Шпакової Придніпровською Венецією.